# پولهیم
پولهیم (انگلیسی: Polheim) به معنی خانهٔ قطبی، نام خیمه‌گاه سفر اکتشافی آمونسن به قطب جنوب و در منطقهٔ مرکزی نقطهٔ قطب جنوب است که توسط روئال آمونسن، بر پا شد. او در ۱۴ دسامبر ۱۹۱۱ به همراه ۴ نفر از اعظای گروه مکتشف که همراهش بودند به آنجا رسید، سایر اعضای گروه وی عبارت بودند از؛ هلمر هانسن، اولاف بیولاند، اسکار ویستینگ و ساوری هاسل